# Alain Madalle
Alain Madalle, né le 25 février 1937 à Saint-Nazaire-de-Ladarez (Hérault) et mort le 2 novembre 2024 à Nîmes,, est un homme politique français. Entre 1986 et 1992, il est conseiller général dans l’Aude, puis député jusqu’en 1997.

## Biographie
Professeur puis proviseur de lycée à Narbonne, Alain Madalle fut secrétaire départemental du RPR dans l'Aude,.

## Mandats
- Député de la deuxième circonscription de l'Aude (1993-1997)[5]
- Conseiller général du canton de Narbonne-Sud (1986-1992)
- Conseiller régional du Languedoc-Roussillon (1992-2000)
- Adjoint au maire de Narbonne (1971-1995)[6].

## Décorations
- Chevalier de la Légion d'honneur (1999)[7]
- Officier de l'ordre des Palmes académiques.